# Калкенов, Шамухан
Шамухан Калкенов — советский хозяйственный, государственный и политический деятель. Член КПСС.

## Биография
Родился в 1906 году на территории Кургальджинской волости Акмолинского уезда Акмолинской области (ныне — Коргалжынский район Акмолинской области Казахстана).
С 1926 года — на хозяйственной, общественной и политической работе. В 1926—1983 гг. — на советской работе в Карагандинской области, начальник управления налогов и сборов Наркомфина Казахской ССР, председатель Джамбульского облисполкома, слушатель ВПШ, председатель Семипалатинского облисполкома, председатель Карагандинского облисполкома, заведующий Карагандинским облфинотделом, начальник Главного управления Госстраха Казахской ССР, доцент Алма-Атинского института народного хозяйства.
Избирался депутатом Верховного Совета Казахской ССР 2-го, 3-го, 4-го и 5-го созывов.
Умер 22 января 1983 года в Алма-Ате, похоронен на Центральном кладбище города.